# Philipp Cavert
Philipp Cavert (IPA: [kaʹvɛːr, ka,vɛʁ]; * 10. Februar 1974 in Tübingen) ist ein deutsch-französischer Hörfunkjournalist und Moderator.

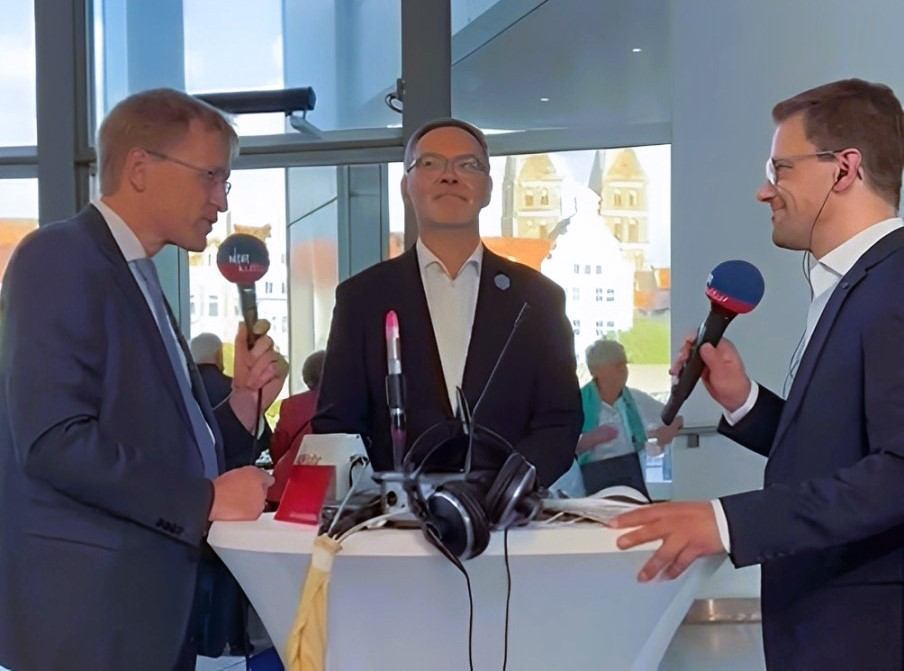
Philipp Cavert (rechts) 2023 im Live-Interview mit dem schleswig-holsteinischen Ministerpräsidenten Daniel Günther (CDU) und dem Intendanten des SHMF Dr. Christian Kuhnt

## Werdegang
Philipp Cavert ist seit 2004 als ARD-Hörfunkjournalist für den Norddeutschen Rundfunk (NDR Kultur und NDR Info) tätig.
Nach ersten Erfahrungen beim nichtkommerziellen Freien Radio Wüste Welle arbeitete er in den 1990er Jahren als Polizei- und Gerichtsreporter für private Radiosender im Großraum Stuttgart. Er verfasste und präsentierte bei „Neckar Alb Radio“ die Lokalnachrichten. Von 2000 bis 2003 war er als Redakteur und Moderator im Sendezentrum von Klassik Radio in Hamburg tätig. Neben der Kulturberichterstattung (Interviews u. a. mit George Tabori, Günter Grass und Lang Lang) präsentierte Philipp Cavert Wirtschafts- und Börsennachrichten und arbeitete als Reisejournalist. Nach einem journalistischen Volontariat mit Stationen im Hauptstadtstudio, an der Akademie für Publizistik sowie bei Sandra Maischbergers Produktionsfirma Vincent productions wechselte er Anfang 2004 zu NDR Kultur als freiberuflicher Moderator, Autor und Reporter. Philipp Cavert moderiert bis heute Musikmagazine und rezensiert Neuerscheinungen im Bereich Klassik. Einen Schwerpunkt seiner Tätigkeit beim öffentlich-rechtlichen Rundfunk bilden Liveübertragungen von Konzerten (Schleswig-Holstein Musik Festival, Festspiele Mecklenburg-Vorpommern, Salzburger Festspiele u. a.). Seit 2022 präsentiert er „Das Journal“ am Nachmittag und ist als Gastgeber der Sendung NDR Kultur Extra regelmäßig auch vor der Kamera zu erleben. Im Januar 2017 war Philipp Cavert der Eröffnungsmoderator (Hörfunk) der Elbphilharmonie für zahlreiche Kultursender im Verbund der Europäischen Rundfunkunion (EBU). Er zählt zu den Stamm-Präsentatoren für Konzertübertragungen des NDR aus der Elbphilharmonie. Seit dem Sommer 2024 moderiert Cavert auch die bundesweit ausgestrahlte ARD-Infonacht.
Philipp Cavert ist ebenfalls Synchron- und Hörspielsprecher. Er folgte Einladungen als Gastdozent beim Hamburger Stimmsymposium und war Gastjuror beim Internationalen Steinway-Wettbewerb.
Philipp Cavert besitzt neben der deutschen auch die französische Staatsbürgerschaft. Er lebt mit seiner Familie im Westen Hamburgs.

## Ehrenamtliches Engagement
Philipp Cavert gehört seit 2010 dem Präsidium der Johannes-Brahms-Gesellschaft Hamburg an. Er publiziert Rezensionen innerhalb der wissenschaftlichen Reihe BRAHMS-STUDIEN (Georg Olms-Verlag, Heidenheim, Zürich, New York).

## Hörspiele (Auswahl)
- 2018: Helmut Peters: Eiernot im Märchenland. Österliches Märchenkuddelmuddel (Hase 2) – Regie: Helmut Peters (Original-Hörspiel, Kinderhörspiel – NDR)

Quelle: ARD-Hörspielsprecher

## Auszeichnungen
- 2000, Scheffel-Preis der Literarischen Gesellschaft Karlsruhe